# Велики раставић
Велики раставић (шумски раставић), лат. Equisetum telmateia, припада разделу раставића (Equisetophyta) који су данас заступљени само једним родом Equisetum. Цвета у марту, споре зру у априлу. Расте у сеновитим ивицама шума, до 350 m нм. Сличан је обичном раставићу, али је већи. Расте у читавој северној хемисфери. Одговара му влажно земљиште киселости од 6,5 до 7,5. Биљке имају јак корен (ризом) и могу бити врло инвазивне. Биљке се шире кореном или помоћу спора. Често расту у великим колонијама. Преци раставића су били важни чиниоци флоре карбона.
Постоје две подврсте:
- Equisetum telmateia subsp. telmateia. која настањује Европу, Азију и северозападну Африку;
- Equisetum telmateia subsp. braunii која настањује Северну Америку.

## Употреба у исхрани
Спада у јестиве биљке, иако нису јестиви сви делови. Јестиви су плодоносни изданци који избијају у пролеће, сирови или кувани. Не једе се спољни део изданка (много је тврд јер садржи до 10% силицијума), већ само срж. Корен је јестив ако се скува.
Биљка садржи ензим тиаминазу, због чега веће количине сирове биљке могу бити отровне (тиаминаза везује витамин Б из тела). Ензим се распада кувањем или сушењем биљке. Такође садржи и еквизетичну киселину.

## Остале употребе
Изданци (осушени) су се некад користили за полирање дрвета или метала, као веома фин брусни папир. Ако се изданци потопе у води, добија се добар фунгицид (користи се за заштиту ружа). Може се користити и против вашију или бува.

## Слике
- лиснати изданци
- плодни изданак